# حلزون بلاد النهرين
حلزون بلاد النهرين (Assiminea mesopotamica) هي نوع من الحلزونات الدقيقة وألتي لها القدرة على تحمل على العيش في مناطق ذات ملوحة عالية، حيث تعيش في المياه المالحة في شط العرب أقصى جنوب العراق، لهذا الحلزون القدرة على العيش في المياه القذرة هناك.